# 日勝生加賀屋國際溫泉飯店

日勝生加賀屋國際溫泉飯店，簡稱日勝生加賀屋，位於臺灣臺北市北投區，為北投溫泉區內由日勝生活科技與日本加賀屋合作經營的飯店，緊依台灣第一家溫泉旅館、平田源吾於1896年所建的天狗庵遺址。佔地約四百坪，建築風格參考了日本傳統的數寄屋（日本茶室）方式，建造地上14層，地下3層，共有九十間客房、一間天翔餐廳、日和咖啡廳、以及夕月酒吧。

## 週邊景點
- 新北投捷運站
- 天狗庵
- 北投公園
- 北投圖書館
- 井村大吉碑
- 北投溫泉博物館
- 瀧乃湯
- 北投兒童樂園
- 梅庭
- 地熱谷
- 新北投火車站
- 普濟寺

## 外部連結
- 日勝生加賀屋 （页面存档备份，存于）（繁體中文）（英文）（日語）
- 日勝生加賀屋國際溫泉飯店  臺灣旅宿網 （页面存档备份，存于）
- 日勝生加賀屋國際溫泉飯店的Facebook專頁